# 溝口真央
溝口 真央（みぞぐち まお、1992年8月6日 - ）は、日本の元ファッションモデル、タレント。北海道苫小牧市出身。

## 略歴
2006年、ハイティーン向けファッション雑誌「セブンティーン」（集英社）のミスセブンティーンに選ばれ、同年11月号から専属モデルとして活動。しかし、約1年半で卒業となる。
2010年4月1日よりバーニングプロダクションへ移籍。2011年3月までは、高校に通いながら芸能活動をしていた。
2011年10月、自身のブログにて学業と仕事の両立が困難なことから、タレントを辞めることを報告。それに合わせ所属事務所公式サイトのプロフィールも削除された。

## 人物
- 近視のため視力が0.1以下と悪く、眼鏡とコンタクトレンズの共用をしている。
- 北海道南西部の苫小牧市出身である。

## 出演

### テレビ番組
- スーパーGTコンプリート（2010年3月 - 、フジテレビ）
- ボビー's スタジアム（2010年4月 - 2011年9月 、テレ玉）
- I love fashiontv（2010年5月29日、TOKYO MX）
- ドライブ A GO!GO!（2011年5月1日、テレビ東京）
- 全力坂（2011年5月25日、テレビ朝日）

### 雑誌
- セブンティーン（2006年11月号 - 2008年8月号、集英社） - 専属モデル
- 週刊少年チャンピオン（2008年、21+22号、秋田書店） - 水着グラビア
- スコラ（2008年 No.520、スコラマガジン） - 水着グラビア
- 週刊プレイボーイ（2009年 No.27、集英社） - 水着グラビア
- CARトップ（2010年 第8号、交通タイムス社） - 表紙、水着グラビア（p.221）

### CM
- ビックカメラ

### テレビアニメ
- イタズラなKiss（女子学生A）

### 舞台
- イタズラなKiss 〜恋の味方の学園伝説〜（小田アギレラ）

### DVD
1. 溝口真央 Dear My…（2010年5月28日、スパイスビジュアル）[1]